# A1 (motorväg, Kroatien)
A1 är en motorväg i Kroatien. Den löper från Zagreb till Ploče med en planerad fortsättning mot Dubrovnik och är Kroatiens längsta motorväg. Den kallas inofficiellt för Dalmatina och förbinder den kroatiska huvudstaden med landets näst största stad Split vid Adriatiska havet. Motorvägen passerar bland annat Karlovac, Bosiljevo, Gospić, Šibenik och Zadar och är en del av E65 och E71. Sektionen mellan Žuta Lokva och Dubrovnik utgör en del av Adriatisk-joniska motorvägen. Motorvägen är avgiftsbelagd.  

## Historik
Den första sektionen av motorvägen (Zagreb–Karlovac) byggdes på 1970-talet då Kroatien ingick i den sydslaviska federationen Jugoslavien. Efter Kroatiens utträde ur federationen och självständighet år 1991 intensifierades arbetena med att förbinda huvudstaden Zagreb men landets näst största stad Split. Anläggandet påbörjades på 1990-talet med vägtunnelbyggena Mala Kapela (5 760 meter) och Sveti Rok (5 727 meter). 
Motorvägssektionen Karlovac–Split (cirka 320 kilometer) öppnade för trafik år 2005 och sektionen Split–Šestanovac (cirka 40 kilometer) år 2007. I december 2008 invigdes sektionen Ravča–Ploče (cirka 40 kilometer). 

## Framtid
En fortsättning till Dubrovnik (cirka 100 kilometer) planeras. Huruvida motorvägens vidare sträckning från Ploče till Dubrovnik ska passera Bosnien och Hercegovinas territorium vid Neum eller via Pelješac-bron till Pelješac-halvön har under flera år varit ett ämne för diskussion och dispyt mellan Kroatien och Bosnien och Hercegovina. 
Bosnien och Hercegovinas regering har delvis motsatt sig båda varianter, delvis som en del av en förhandling för att få bättre frihandel vid hamnen i Ploče, landets viktigaste hamn vid havet som dock ligger i Kroatien. Den bosniska staden Neum vid havet har ingen stor hamn men Bosnien och Hercegovina har framtida planer på att bygga en och vill inte hindras av en bro.  

## Större objekt
- Brinjetunneln
- Mala Kapela-tunneln
- Sveti Rok-tunneln